# Seiersberg-Pirka
Seiersberg-Pirka es un municipio del distrito de Graz-Umgebung, en el estado de Estiria, Austria. Tiene una población estimada, a principios del año 2023, de 12 113 habitantes.
Está ubicado en el centro del estado, cerca de la ciudad de Graz —la capital del estado— y del río Mura —un afluente del río Drava, que a su vez es afluente del Danubio—.